# Giuseppe Tricarico
Giuseppe Tricarico   (Gallipoli, 25 de juny de 1623 - Gallipoli, 14 de novembre de 1697) fou un compositor italià.

## Biografia
Giuseppe Tricarico va néixer a Gallipoli a una de les famílies més famoses i nobles de la ciutat. No se sap gaire informació sobre l'educació d'adolescent, però probablement va aprendre a tocar l'orgue i a cantar a la Basílica Concatedral de "Sant'Agata di Gallipoli" gràcies a alguns sacerdots. El 1649 va començar a realitzar molts viatges. Després d'estudiar música a Nàpols, entre els anys quaranta i els primers anys cinquanta va viure a Roma, on va publicar un tractat sobre música (la major part perdut) dedicat a Carlo Duc de Montenero: "Concertus ecclesiastici duarum trium et quatuor vocum. Auctore Josepho Tricarico a civitate Gallipolis Romae in Academiis experto". El 1654 es va convertir en mestre de la capella de l'Acadèmia de l'Esperit Sant de Ferrara. La seva primera òpera, L'Endimione, es va escenificar l'any següent a la mateixa ciutat.
El 1656 anà a Viena amb el seu germà Antonio per servir a la cort imperial austríaca. Va romandre allà només fins al 1662, abans de marxar però, va estrenar a la capital austríaca l'òpera La generositat d'Alessandro, el compositor Pietro Andrea Ziani va ocupar el seu lloc. Gràcies a aquest supòsit, Tricarico va adquirir molts diners que va enviar al seu germà Angelo, que era tresorer de la basílica de Gallipoli .
Les raons per les quals va deixar aquesta prestigiosa feina no són clares, el cert és que va tornar al seu país natal, on fins a la seva mort es va dedicar exclusivament a la docència.
Va morir el 1697 el 14 de novembre als 75 anys. Va ser enterrat a l'Església de Sant Francesco i els seus fills van intentar continuar la passió per la música del seu pare obrint nombroses escoles a la ciutat a la qual assistiran molts ciutadans il·lustres.

## Òpera
- L'Endimione (A. Passarelli), (Ferrara, 1655)
- La Virtù guerrera (Aurelio Aureli), (Wien, 1659)
- L'Almonte (Antonio Draghi), (Wien, 1661)
- La generosità d'Alessandro (Francesco Sbarra), (Wien, 1662)
- L'Endimiro creduto Uranio (P. Russo), (Teatro San Bartolomeo di Napoli, 1670)

## Oracions i sepulcres
- La gara della Misericordia e Giustizia di Dio, oratori (C. Scorano), (Viena, 14 d'bril 1661)
- La fede trionfante, oratori (Antonio Draghi), (Viena, 6 d'abril 1662) Musik verschollen
- Adamo ed Eva, oratori (Viena, 1662)

## Musica secular
- 4 Madrigals, (3 stimmig)
- 5 Cantates per 1-2 veus

## Musica sacra
- Concentus ecclesiastici, liber quartus, für 2-4 Stimmen (Roma, 1649)
- Crucifixus, (3 stimmig), in Athanasius Kircher: Musurgia universalis (Roma, 1650)
- 9 Motetten
- Eine 8 stimmige Messe